# Porsche 968
Der Porsche 968 ist ein Sportwagen der Porsche AG. Von 1991 bis 1995 wurden 11.242 Fahrzeuge produziert.
Der Wagen war Nachfolger des Porsche 944 und zugleich die letzte Entwicklungsstufe der Porsche-Transaxle-Modelle mit einem Vierzylinder-Reihenmotor vorn und einem hinten eingebauten Schalt- oder Automatikgetriebe. Der 968 wurde als Coupé und als Cabriolet angeboten, während die Sportversionen CS, Turbo S und Turbo RS nur als Coupé erhältlich waren.
Alle Fahrzeuge haben Hinterradantrieb und Motoren mit 3 Liter Hubraum. Die beiden Spitzenmodelle Turbo S und Turbo RS sind mit Turbolader und Ladeluftkühler ausgestattet. Für den Rennsport bot Porsche den 968 Turbo RS an, der als Langstreckenversion nach dem GT-Reglement oder als Version für den deutschen ADAC GT-Cup eingesetzt werden konnte.

## Allgemeines
Ende der 1980er-Jahre befand sich Porsche in einer wirtschaftlichen Krise. Weltweit, besonders in den USA, wurden weniger Sportwagen verkauft. Porsche war als relativ kleiner Sportwagenhersteller dadurch besonders betroffen, da der Porsche 944 mit seinem seit der Einführung 1981 fast unveränderten Design auf immer weniger Kundeninteresse stieß. Die Mitte der 1970er-Jahre eingeführten Transaxle-Modelle 924 und 944 waren bis etwa Mitte der 1980er-Jahre mit mehr als der Hälfte der verkauften Sportwagen die wirtschaftliche Grundlage des Sportwagenherstellers.
Dem weiteren Rückgang der Verkaufszahlen wollte Porsche mit einem neuen Einsteigermodell begegnen, das sich mit der Bezeichnung vom 944 unterschied und hinsichtlich der Karosserieform enger in die bestehende Modellpalette integriert war. Das neue Modell erhielt die interne Bezeichnung Porsche 968, die später auch der offizielle Vermarktungsname wurde.

### Design

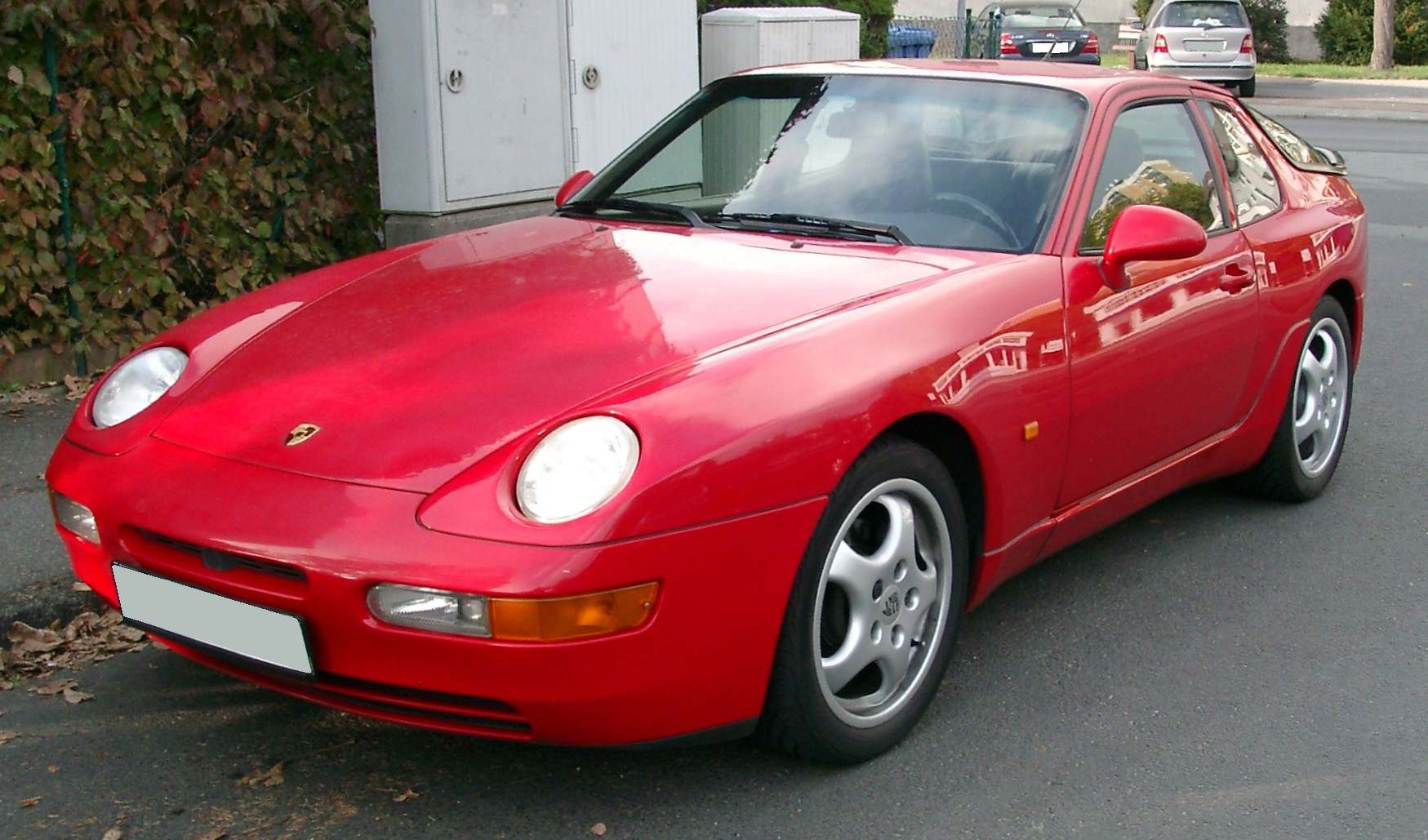
Frontansicht eines Porsche 968 Coupé

Um Entwicklungskosten zu sparen, baute Porsche auf der Karosserie des 944 auf und veränderte hauptsächlich die Front- und Heckpartie des Wagens. Von der Seite war deutlich die enge Verwandtschaft mit dem Vorgängermodell mit den nahezu unveränderten Proportionen und Fensterflächen erkennbar. Dagegen waren bei der Frontansicht die umfassenden Änderungen offensichtlich. Die Klappscheinwerfer hatten keine Abdeckung mehr, sondern sie waren wie beim Porsche 928 gestaltet und klappten nach vorne hoch. Auch der Bug mit der integrierten Stoßstange erhielt eine Form, die sich stark an die des 928 anlehnte. Von vorn sahen sich der 968 und der 928 sehr ähnlich. Das Design der Fahrzeugfront wurde zwei Jahre später auch bei der Gestaltung des Porsche 993 aufgegriffen. Neben der Front wurde das Heck ebenfalls umfassend überarbeitet. Die Heckleuchten waren runder geformt und komplett rot eingefärbt. Durch spezielle Optikeinsätze und Farbfilter leuchteten beim Blinken und beim Einlegen des Rückwärtsgangs die entsprechenden Bereiche der Rückleuchten orange beziehungsweise weiß. Zwischen den Heckleuchten war in der Karosserie der „Porsche“-Schriftzug eingeprägt und darüber mittig die 968-Typenbezeichnung angebracht.
Die Heckschürze fügte sich glatt in die Karosserie ein und enthielt darunter verdeckt den Stoßfänger.
Insgesamt war die Karosserie gegenüber dem 944 deutlich runder und strömungsgünstiger geworden. Der Innenraum mit dem Armaturenbrett wurde nicht verändert und entsprach weitestgehend dem zuletzt bis 1991 produzierten 944 S2.

### Technik
Das Transaxle-Konzept mit vorn eingebautem Motor und dem Getriebe an der angetriebenen Hinterachse wurde vom 944 übernommen.

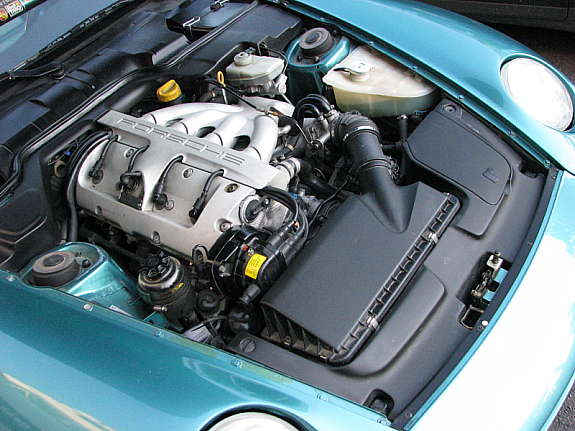
Motor eines Porsche 968

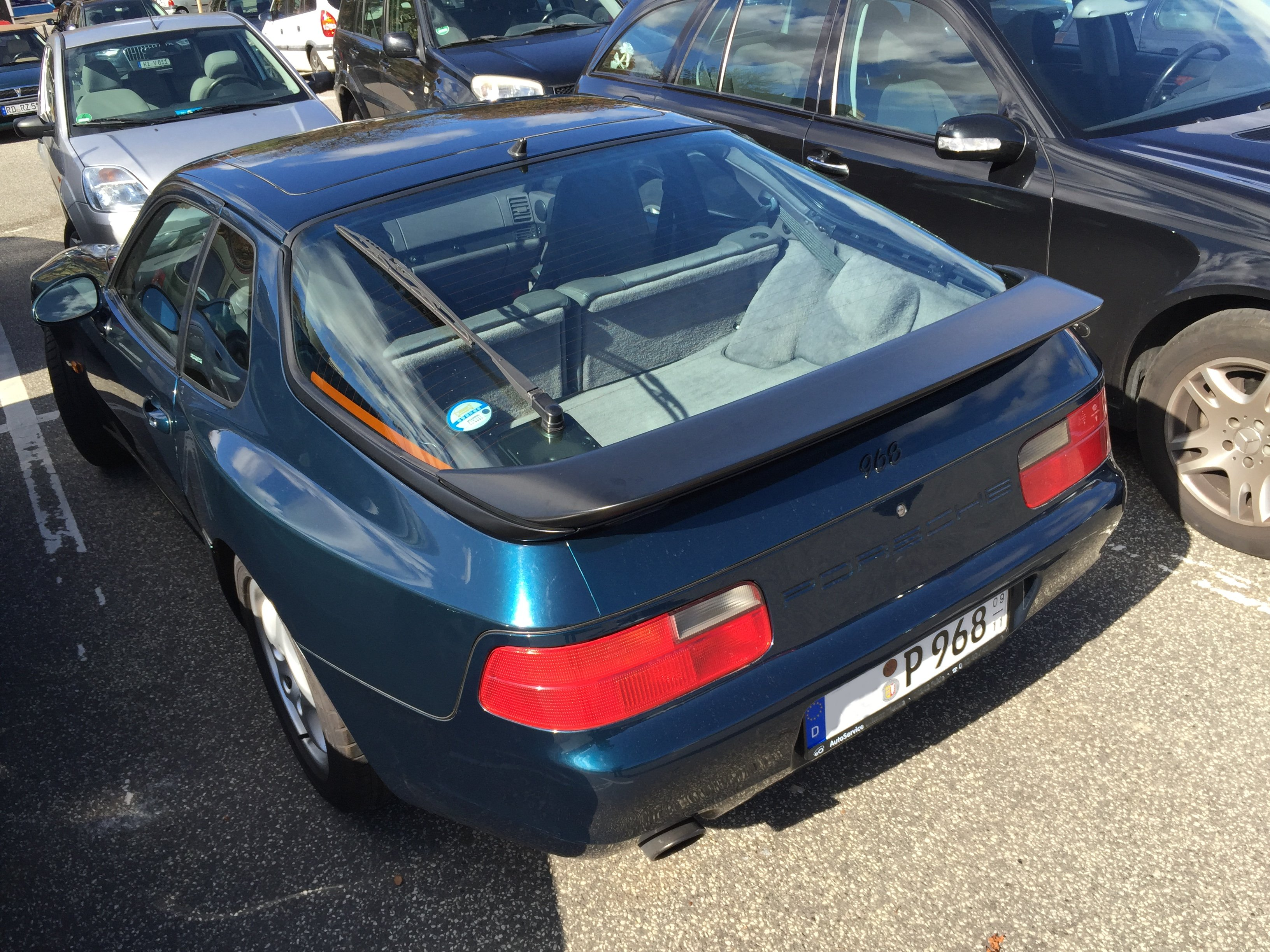
Blick in den Kofferraum des 968

Porsche verwendete den bereits im 944 S2 eingesetzten 3-Liter-Reihenvierzylindermotor. Dieser erhielt eine geringfügig von 10,9 : 1 auf 11 : 1 erhöhte Verdichtung, eine leichtere Kurbelwelle, leichtere Stahlpleuel und Kolben. Die Einlassventile wurden vergrößert und die Kühlwasserkanäle im Zylinderkopf erweitert, um eine bessere Kühlwirkung zu erreichen. Für bessere Zylinderfüllung sorgten eine überarbeitete Ansaugbrücke und eine neue Nockenwellenverstellung. Durch diese erstmals von Porsche eingesetzte und patentierte hydraulische „VarioCam“ hatte der 176 kW (240 PS) leistende Motor bereits einen bei niedrigen Drehzahlen einsetzenden gleichmäßigen Drehmomentverlauf. Mit einem maximalen Drehmoment von 305 Nm bei 4100/min war der 968 mit dem damals stärksten und hubraumgrößten Vierzylindermotor in einem Serienfahrzeug ausgestattet. Die Abgasanlage wurde der Motorleistung angepasst und die Rohrdurchmesser erweitert. Um die damals gültigen Abgasvorschriften insbesondere in den USA und Europa zu erfüllen, hatten alle Motorvarianten einen geregelten Metall-Katalysator im Abgassystem.
Der 968 hatte ein Sechsgang-Schaltgetriebe, mit dem die Höchstgeschwindigkeit im sechsten Gang erreicht wurde. Der Sportwagen war auch mit einem Vierstufen-Automatikgetriebe, das bereits im Porsche 964 eingesetzt wurde, lieferbar. Die Besonderheit dieses von Porsche Tiptronic genannten Getriebes waren die zwei Betriebsarten. In der ersten Betriebsart arbeitete das Automatikgetriebe, wie von einer Standardautomatik bekannt, völlig automatisch. In der zweiten Betriebsart konnte der Fahrer durch das Hineindrücken des Wahlhebels in eine seitliche Schaltgasse den „manuellen“ Modus wählen. Dort konnte in den gewünschte Gang durch Vor- und Zurückdrücken des Wahlhebels über eine Steuerelektronik gesteuert geschaltet werden. Durch das Auswerten von Motorsteuer- sowie Längs- und Querbeschleunigungsdaten verhinderte die Getriebeelektronik ein ungewolltes Schubhochschalten in Kurven.
Für die höhere Motorleistung wurde das Fahrwerk des 968 gegenüber dem des 944 S2 überarbeitet und etwas straffer ausgelegt. An Vorder- und Hinterachse waren innenbelüftete Bremsscheiben und Festbremssättel mit je vier Kolben montiert. Alle Fahrzeuge hatten ABS.

### Außenlackierungen
Für den Porsche 968 wurden verschiedene Lackierungen angeboten. Neben den aufpreisfreien Serien-Unilacken gab es Metallic- und Perleffektlackierungen, sogenannte Sonderfarben.
| Uni:                     |                           |                          |                        |                         |                          |                          |                            |
| schwarz (1991–1995)      | grandprixweiß (1991–1995) | indischrot (1991–1995)   | signalgrün (1991–1993) | maritimblau (1991–1993) | speedgelb (1993–1995)    | rivierablau (1994–1995)  | amarantviolett (1994–1995) |
|                          |                           | sternrubin (1992)        | mintgrün (1992–1993)   |                         |                          |                          |                            |
| Metallic und Perleffekt: |                           |                          |                        |                         |                          |                          |                            |
| schwarz (1991–1995)      | polarsilber (1991–1995)   | schiefer (1991–1995)     | cobaltblau (1992–1993) | himbeerrot (1992–1993)  | irisblau (1994–1995)     | oakgrün (1992–1993)      | korallenrot (1992)         |
| nachtblau (1991–1995)    | lavendelblau (1992–1993)  | horizontblau (1992–1993) | veilchenblau (1993)    | amethyst (1992–1993)    | aventuragrün (1994–1995) | amazonasgrün (1992–1993) | wimbledongrün (1992–1993)  |

## Modellentwicklung

### 968 (1991–1995)

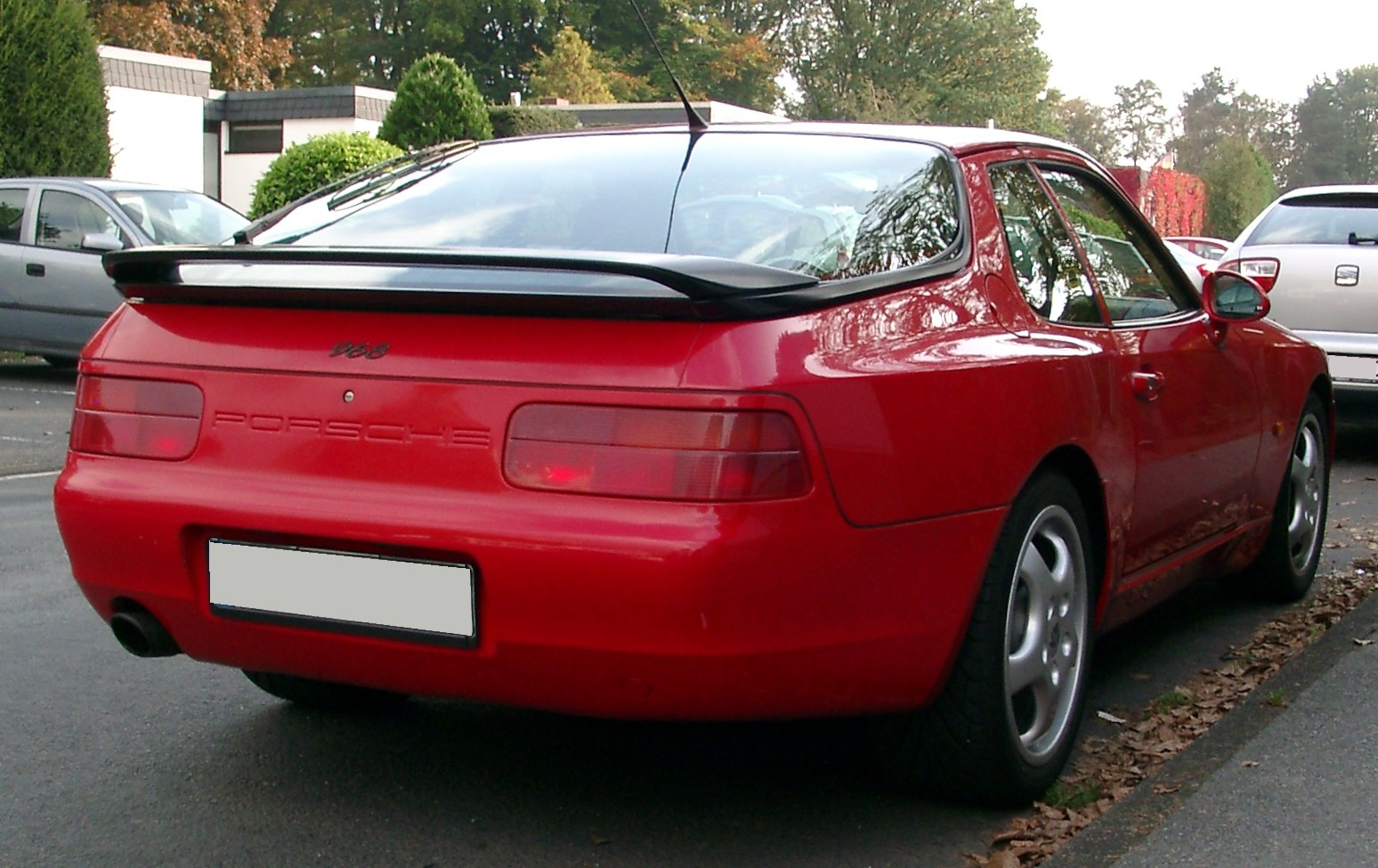
Heckansicht eines Porsche 968 Coupé

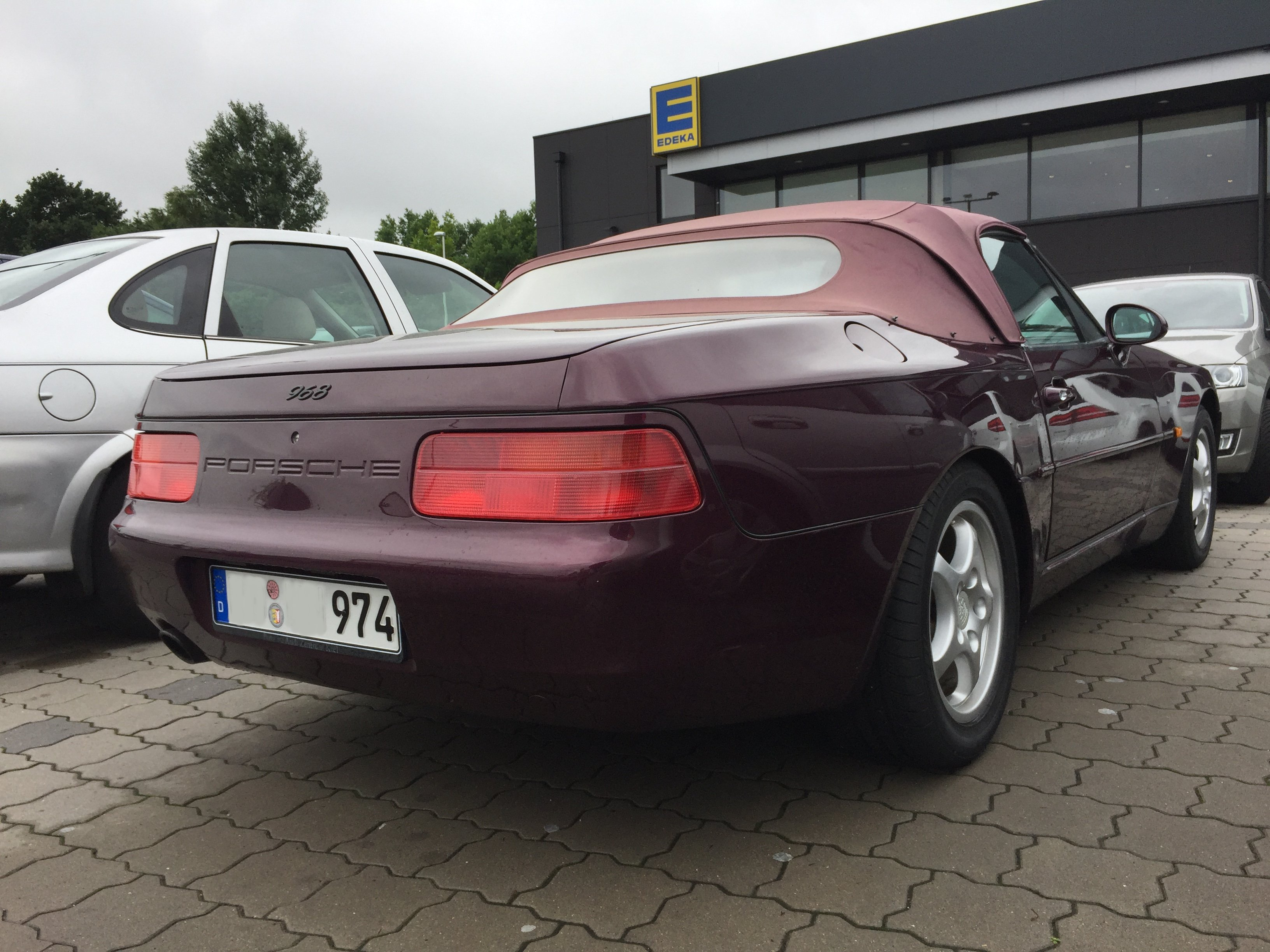
Heckansicht eines Porsche 968 Cabrio

Der Porsche 968 kam 1991 als Nachfolger des zuletzt in seinen Absatzzahlen rückläufigen Porsche 944. Porsche setzte große Hoffnungen in den neuen Typ, der im Porsche-Stammwerk in Stuttgart-Zuffenhausen produziert wurde; die Vorgänger 924 und 944 wurden als Auftragsfertigung von Audi in Neckarsulm hergestellt.
Der neue Sportwagen hatte eine von Harm Lagaay entworfene moderne strömungsgünstige Karosserie, die am 928 orientiert war und so das Fahrzeug optisch in die Porsche-Designlinie integrierte. Der Wagen wurde von Anfang an als Coupé und als Cabriolet angeboten.
Im Fahrzeug arbeitete der aus den 944 S2 stammende und umfangreich weiterentwickelte Vierzylindermotor mit drei Litern Hubraum. Er leistete bei einer Drehzahl von 6200/min maximal 176 kW (240 PS) und war mit einem maximalen Drehmoment von 305 Nm bei 4100/min damals der stärkste in Serie gebaute Vierzylindermotor. Mit dem serienmäßigen Sechsgangschaltgetriebe erreichte der Wagen eine Höchstgeschwindigkeit von 252 km/h. Für die Beschleunigung von null auf 100 km/h benötigte das Fahrzeug 6,5 Sekunden. Wahlweise konnte gegen Aufpreis die Tiptronic-Vierstufen-Automatik bestellt werden.
Der Wagen rollte serienmäßig auf 16-Zoll-Rädern im Cup-Design der Dimension vorne mit 205/55-ZR-16 auf 7J×16-Felgen und hinten mit 225/50-ZR-16 auf 8J×16-Fünfloch-Leichtmetallrädern vom Produktionsband. Gegen einen Aufpreis konnte die Bereifung auf die Carrera-Cup-Kombination 7,5J×17-Felgen mit 225/45-ZR-17-Reifen vorne und 9J×17-Felgen mit 255/40-ZR-17-Reifen hinten aufgewertet werden.
Die Sicherheitsausstattung entsprach dem damals aktuellen Stand mit einer ABS-Bremsanlage, innenbelüfteten Bremsscheiben an Vorder- und Hinterrädern, Dreipunkt-Automatikgurten und Fahrer- und Beifahrer-Airbag.

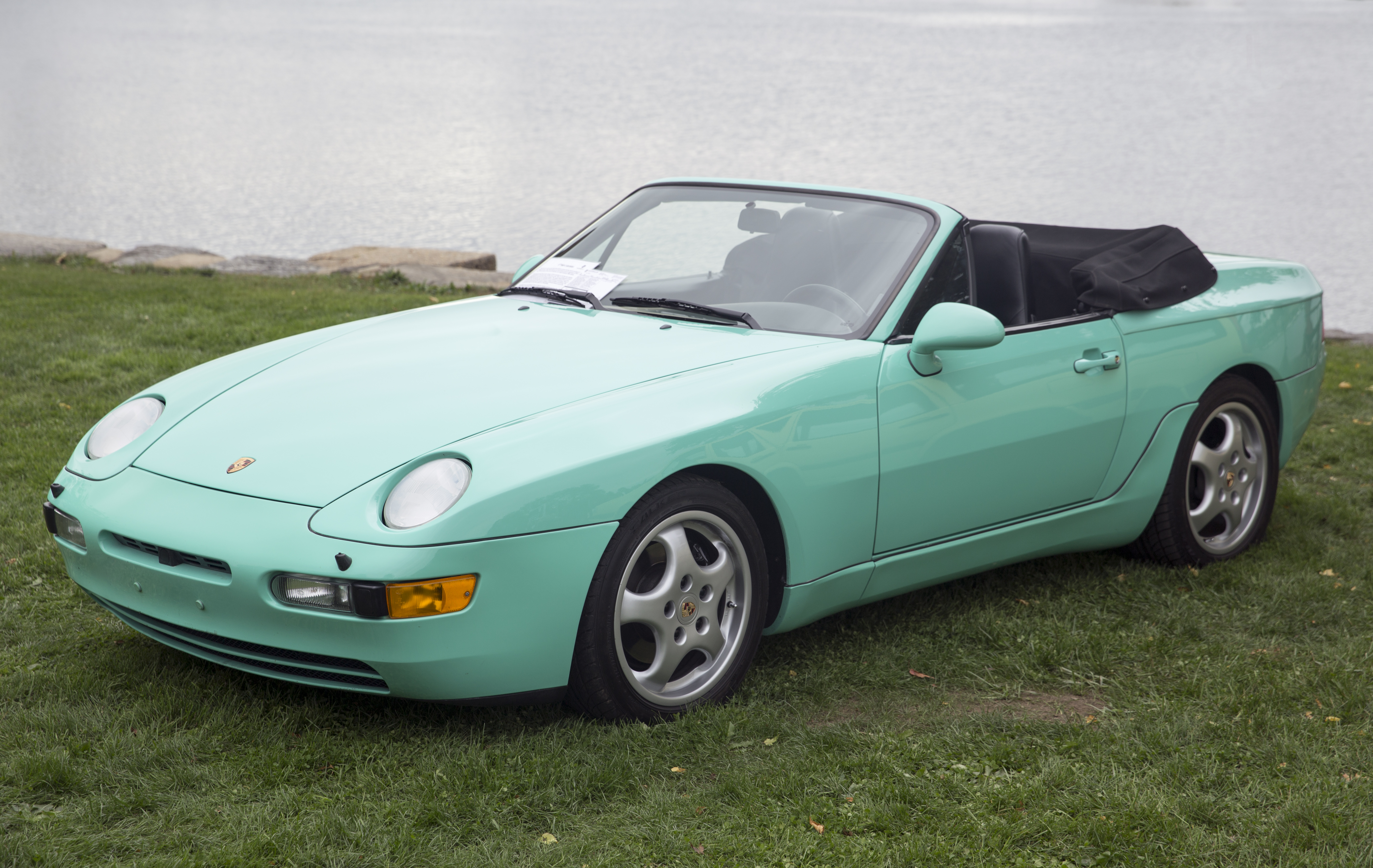
Porsche 968 Cabriolet in Mintgrün mit geöffnetem Verdeck (US-Version)

Käufer eines 968 erhielten einen sehr komfortabel ausgestatteten 2+2-Sitzer-Sportwagen mit Servolenkung und elektrischer Betätigung von Fensterhebern sowie Fahrer- und Beifahreraußenspiegel. Schalthebel und Handbremsgriff waren lederbezogen; das Lenkrad mit Airbag hatte ebenfalls einen der Innenausstattung angeglichenen Lederbezug. Die Standard-Sportsitze waren auf Wunsch elektrisch verstellbar und konnten mit Lederbezug bestellt werden. Dem Käufer standen verschiedene Farben für die Innenausstattung zur Verfügung. Die Armaturentafel war dem Porsche 944 S2 entnommen und wurde bis auf die Schalter und Reglerknöpfe nicht verändert. Die Instrumente beinhalteten (von links) Kühlwassertemperatur- und Kraftstoffvorratsanzeige, Tachometer mit Tageskilometeranzeige, Drehzahlmesser, Öldruckanzeige und ein Voltmeter. Mittig im Armaturenbrett lag die Bedienung für die Lüftung und Heizung, auf Wunsch war eine Klimaanlage lieferbar. Rechts daneben waren die digitale Temperaturanzeige, der Zigarettenanzünder, die Öffnung für den Innentemperaturmessfühler und ein abschließbares Ablagefach angeordnet. In der Mittelkonsole war ein normgerechter Einbauschacht für das Stereo-Kassettenradio Symphony RDS, das wahlweise mit einem Sechsfach-CD-Wechsler erweitert werden konnte, darunter ein Ablagefach, die Quarzuhr mit Analoganzeige und weitere Schalter für die optionale Sitzheizung und beim Cabriolet das elektrisch zu betätigende Stoffdach.
Der Porsche 968 hatte bei seiner Einführung 1991 einen recht hohen Grundpreis. In der Coupé-Version kostete der Wagen 89.800 DM. Das Cabriolet war nochmals 10.000 DM teurer und kostete damit knapp 100.000 DM. Bei Bestellung von Zusatzausstattungen wie der Tiptronic, Klimaanlage, Metallic-Lackierung oder Lederausstattung stieg der Preis eines Coupés ebenfalls leicht auf über 100.000 DM an.

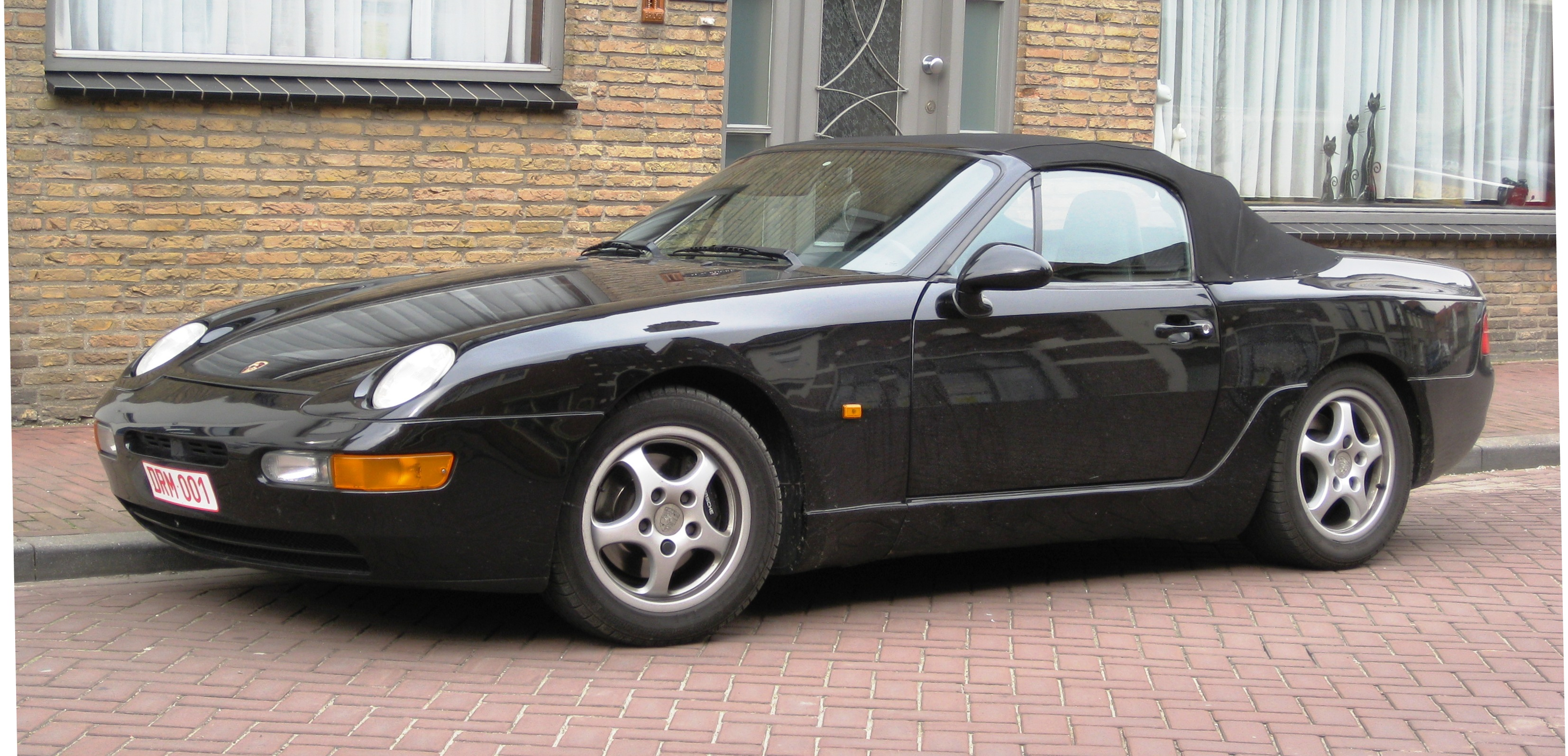
Porsche 968 Cabriolet mit geschlossenem Verdeck

1992 im Modelljahr 1993 erweiterte Porsche die Modellpalette des 968 um den 968 CS. Dieser sportlich ausgelegte Wagen hatte eine reduzierte Serienausstattung und wurde um mehr als 12.000 DM günstiger als der Standard-968 angeboten. Als Basis für den ADAC-GT-Rennserienwagen 968 Turbo RS entwickelte Porsche in einer Kleinserie den Turbo S, der für den öffentlichen Straßenverkehr zugelassen besonders motorsportbegeisterte Kunden ansprechen sollte. Das Standardmodell wurde unverändert angeboten. Porsche führte lediglich Lackfarben auf Wasserbasis, FCKW-freie Klimaanlagen und die Recycling-Kennzeichnungen von Kunststoffbehältern ein, um die im Automobilbau gestiegenen Umweltschutzanforderungen zu erfüllen.
1993 erhielt der 968 serienmäßig einen Pollenfilter, der die über die Heizungs- und Lüftungsanlage in den Fahrgastinnenraum zugeführte Luft filterte und die Luftqualität steigerte. Porsche reagierte auf Kundenwünsche und stellte Ausstattungspakete mit besonderen Preisvorteilen zusammen. Mit dem Sitz-Paket bekam der Käufer beheizte Ledersitze vorn. Das Klangpaket hatte einen Zusatzverstärker und in der Cabriolet-Version wurden im Fond geschlossene Lautsprecherboxen eingebaut. Das Sonderfahrwerk-Paket enthielt 17-Zoll-Räder und eine verbesserte Bremsanlage mit gelochten Bremsscheiben.
1995 wurde die Produktion des Porsche 968 nach nur vier Jahren wieder eingestellt, da der Wagen nicht genügend Käufer fand. Die von Porsche erwarteten Absatzzahlen wurden nicht erreicht und konnten die Entwicklungskosten nicht einspielen. Insgesamt wurden nur 11.241 Fahrzeuge hergestellt; davon wurden 3.959 als Cabriolet ausgeliefert.

### 968 CS (1993–1995)

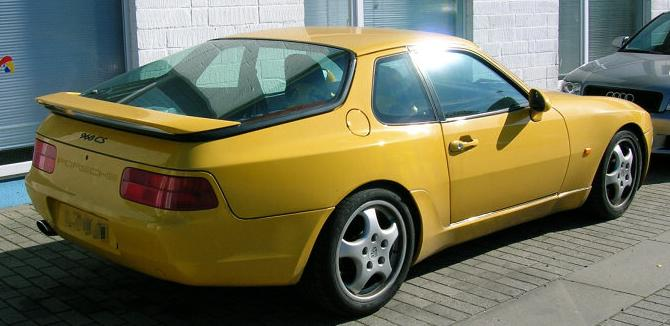
Hintere Seitenansicht eines Porsche 968 CS

Um die geringen Verkaufszahlen des 968 zu steigern, brachte Porsche 1993 den preiswerteren und einfacher ausgestatteten 968 CS auf den Markt. Bei diesem Modell wurden wie zuvor schon beim 911 Carrera RS oder dem 911 Carrera RS America (beide Typ 964) in der 911er-Baureihe mehrere Ausstattungsmerkmale der Standardversion weggelassen.

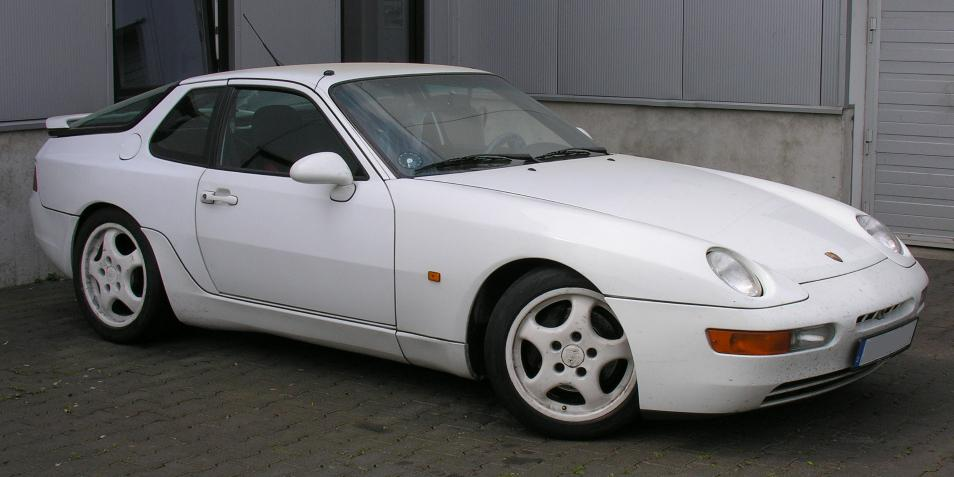
Vordere Seitenansicht eines Porsche 968 CS

Der ausschließlich als Coupé gebaute CS (Clubsport) kostete 77.500 DM und sollte sportlich orientierte Kunden ansprechen, die weniger Wert auf Komfort als auf Fahrleistungen legten. So entfielen viele elektrische Verbraucher wie die elektrischen Fensterheber, Außenspiegelverstellung, Heckklappenentriegelung und Sitzverstellung zugunsten einer Handbetätigung. Weiter wurde auf die automatische Temperaturregelung, die Scheibenwaschdüsen-Beheizung, Motorraum- und Türknopf-Beleuchtung verzichtet. Die Lautsprecheranlage wurde um die zwei hinteren Lautsprecher reduziert. Nur das Kassettenradio Paris mit einer Zweikanalendstufe für die beiden vorderen Lautsprecher war lieferbar.
Serienmäßig erhielt der Wagen ein sportliches, lederbezogenes Dreispeichenlenkrad von ATIWE, das durch das Serienlenkrad mit Airbag ersetzt werden konnte. Statt der Standardsitze hatte der Sportwagen leichte Schalensitze, deren Rückseiten in Wagenfarbe lackiert waren. Wahlweise konnten statt der Schalensitze manuell verstellbare Standardsitze bestellt werden. Durch den Wegfall der hinteren Sitze wurde das Fahrzeug zu einem reinen Zweisitzer. Zur Gepäcksicherung hatte der CS ein Gepäcknetz. Im Motorraum entfielen einige Plastikabdeckungen und Dämmmatten zur Geräuschreduzierung. So ließ sich das Fahrzeuggewicht um mehr als 50 kg gegenüber dem Standard-968 senken.
Der CS war um 20 mm tiefergelegt und erhielt ein straffer ausgelegtes Sportfahrwerk. Statt einer 16-Zoll-Bereifung wurden serienmäßig 7,5J×17-Felgen mit 225/45-ZR-17 Breitreifen vorne und 9J×17-Felgen mit 255/40-ZR-17 Breitreifen hinten in der Cup-Ausführung eingebaut. Die Räder waren in der Wagenfarbe lackiert. Es standen für den CS nur die Außenlackierungen Grand-Prix-Weiß, Indischrot, Speedgelb, Schwarz und Maritimblau zur Auswahl. In Verbindung mit einer schwarzen Außenlackierung waren die Räder silberfarben. Der Motor entsprach mit 176 kW (240 PS) dem des Standardmodells und ermöglichte mit dem ausschließlich angebotenen Sechsgang-Schaltgetriebe die gleichen Fahrleistungen wie beim komfortablen 968.
1994 gab es den CS mit mehr Ausstattungsmöglichkeiten. Auf Wunsch konnte der Zweisitzer durch eine Rücksitzbank in einen 2+2-Sitzer erweitert werden, wobei die Schalensitze durch Standardsitze ersetzt wurden.
Wie beim Standard-968 konnte der CS-Käufer aus verschiedenen Ausstattungspaketen auswählen. Im Sportpaket waren stärkere Bremsen mit gelochten Bremsscheiben, ein strafferes Fahrwerk und ein Sperrdifferential enthalten. Mit dem Sicherheitspaket wurde der Wagen mit einer Zentralverriegelung, einer Alarmanlage und abschließbaren Radmuttern ausgerüstet. Das Komfortpaket enthielt elektrisch verstellbare Außenspiegel und elektrische Fensterheber.
Speziell für den britischen Markt stellte Porsche den 968 Sport her, der preislich unterhalb des Standardmodells lag, vom CS das Fahrwerk übernahm, jedoch besser als dieser ausgestattet war.

### 968 Turbo S (1993)

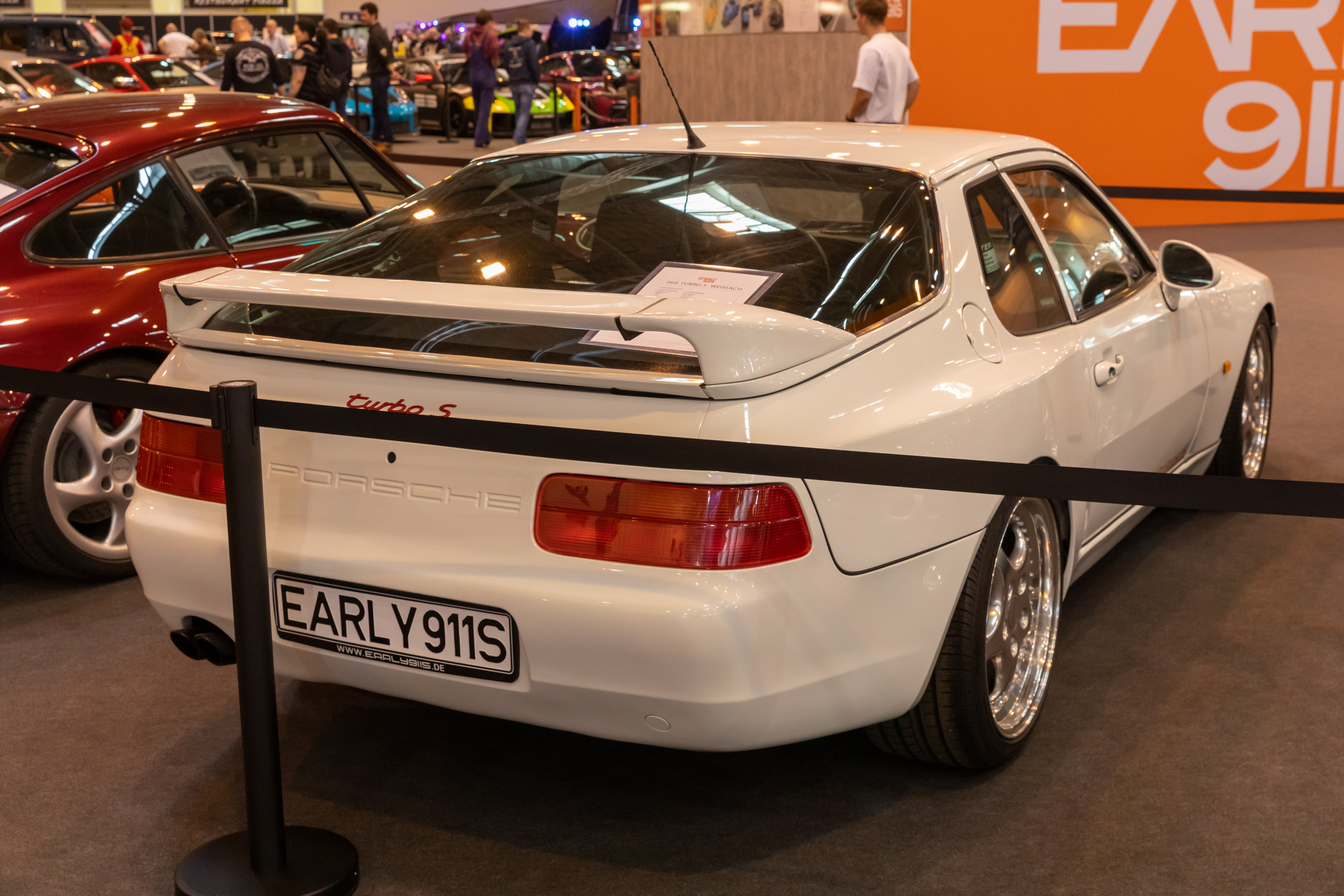
968 Turbo S

Der 968 Turbo S war die straßenzugelassene Variante des für den ADAC GT-Cup entwickelten Turbo RS. Der Wagen kostete etwa 175.000 DM (heutiger Wert: 156.810 Euro) und war wie auch der CS für sportlich ambitionierte Fahrer entworfen worden.
Er hatte einen 3-Liter-Vierzylinder-Reihenmotor mit einem Zweiventilzylinderkopf statt eines Vierventilzylinderkopfs wie das Standard- und das CS-Modell. Ein wassergekühlter KKK-Turbolader, der maximal 1,0 bar Ladedruck erzeugte, und ein Ladeluftkühler steigerten die Leistung. Der Motor leistete bereits bei einer Drehzahl von 5400/min maximal 224 kW (305 PS) und hatte ein maximales Drehmoment von 500 Nm bei 3000/min. Mit einem rund 70 kg geringeren Gewicht als der Standard-968 beschleunigte der Sportwagen von null auf 100 km/h in 5 Sekunden. Die Höchstgeschwindigkeit lag bei 280 km/h. Um die Motorkraft optimal auf die Straße zu übertragen, hatte der Wagen ein Sperrdifferential und dreiteilige Speedline-Felgen in den Dimensionen 8J × 18 (vorne) mit 235/40-ZR-18-Reifen und 10J × 18 (hinten) mit 265/35-ZR-18-Reifen. Die Karosserie war gegenüber dem CS noch einmal um 20 mm tiefergelegt und mit einem strafferen Fahrwerk wie auch einer größeren Bremsanlage mit innenbelüfteten und gelochten Bremsscheiben ausgestattet worden.
Um das Gewicht zu reduzieren, wurde der Turbo S wie der CS ohne Komfortausstattung wie elektrische Fensterheber, Zentralverriegelung, Rücksitze und Standardsitze hergestellt. Stattdessen baute Porsche Schalensitze ein, die auf Wunsch durch Standardsitze ersetzt werden konnten. Eine weitere Gewichtsersparnis wurde durch den Verzicht auf eine Unterboden-PVC-Beschichtung erreicht.
Der Turbo S unterschied sich äußerlich vom CS durch einen größeren und individuell verstellbaren Heckspoiler und vorne durch eine Kunststofflippe an der Bugunterkante, eine größere Lufteinlassöffnung im Bugteil und zwei zusätzliche NACA-Öffnungen – zwecks besserer Kühlluftzufuhr – auf der Motorhaube.
Vom Turbo S waren ursprünglich 50 bis 100 Exemplare in einer Kleinserie geplant. Da der zeitgleich produzierte 911 Carrera RS 3.8 (Typ 964) deutlich mehr Käufer fand, stellte Porsche die Produktion des Turbo S bereits nach 14 Exemplaren ein.

### 968 Turbo RS (1993)

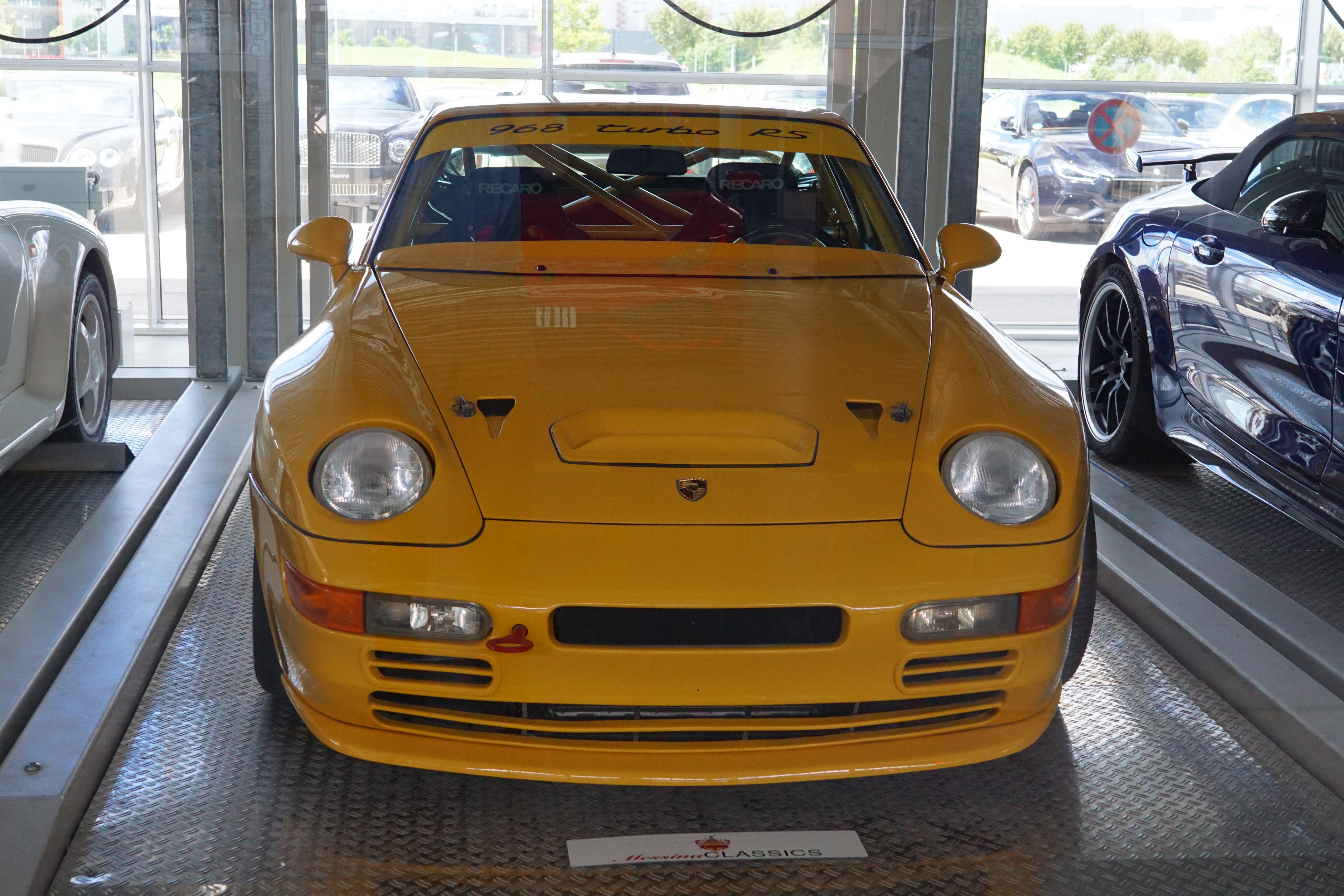
Porsche 968 Turbo RS (2020)

1993 baute Porsche auf Basis des Turbo S einen Rennwagen für den GT-Rennsport. Der 968 Turbo RS genannte Wagen wurde in zwei Versionen produziert. In der Langstrecken-Rennversion leistete der turboaufgeladene 3-Liter-Motor bei einer Drehzahl von 6900/min maximal 257 kW (350 PS). Gegenüber dem Turbo S hatte der Wagen ein geringeres Gewicht von nur noch 1200 kg. Erreicht wurde dies durch gänzlichen Verzicht auf eine Innenausstattung. Im 968 Turbo RS gab es außer dem Armaturenbrett und den Türverkleidungen nur einen Schalensitz mit Sechspunkt-Renngurt, einen eingeschweißten Überrollkäfig und eine im Rennsport vorgeschriebene Feuerlöschanlage. Der Rennwagen hatte gegenüber dem Turbo S ein Sechsgang-Schaltgetriebe mit geänderter Übersetzung des fünften und sechsten Gangs, eine Rennkupplung, ein Rennfahrwerk, Rennbremsbeläge sowie Felgen in den Abmessungen 10J × 18 vorne und 11J × 18 hinten. Das Fahrzeug war international bei Rennen startberechtigt, die nach dem damaligen Le-Mans-GT-Reglement ausgeschrieben waren. So wurde der Turbo RS 1994 von verschiedenen privaten Rennteams in der BPR (GT-Rennserie, gegründet von Jürgen Barth, Patrick Peter und Stéphane Ratel), auch Global Endurance GT Championship genannt, eingesetzt und auf einige Top-Ten-Platzierungen gefahren.
Die zweite Rennversion des Turbo RS wurde nach dem Reglement des deutschen ADAC-GT-Cup aufgebaut. Der Motor dieser Version hatte mit 248 kW (337 PS) bei 6900/min eine etwas geringere Leistung. Ferner erhielt der Rennwagen zu den 1200 kg ein Zusatzgewicht von 150 kg. Beide Änderungen gegenüber der Langstrecken-Rennversion waren notwendig, um das vorgeschriebene Leistungsgewichtverhältnis von 4 kg pro PS einzuhalten. Die so aufgebauten Rennwagen wurden 1993 und 1994 im ADAC-GT-Cup eingesetzt und platzierten sich dort regelmäßig unter den besten zehn Fahrzeugen.
Vom Turbo RS wurden nur vier Fahrzeuge gebaut, da die meisten Rennteams sich für den zur gleichen Zeit angebotenen 911 Carrera RS 3.8 (Typ 964) entschieden. Diese gliedern sich wie folgt auf:
- Nr. 1 (WPO ZZZ 96 ZNS 820065; Indischrot), gebaut 1992, von Joest Racing bis zur Fertigstellung von Nr. 4 geleast und im ADAC-GT-Cup 1993–1994 u. a. von Reinhold Joest, Manuel Reuter und Thomas Bscher gefahren. Für die Rennserie in Le Mans wurde der RS zweifarbig in Rot und Speedgelb lackiert. Von 1995 bis 1996 wurde der RS bei Rennen in Sebring eingesetzt.
- Nr. 2 (WPO ZZZ 96 ZPS 896061; Speedgelb), gebaut 1993. Einziger RS mit einer Straßenzulassung. Wurde zuletzt 2003 bei Rennen in Kyalami eingesetzt.
- Nr. 3 (WPO ZZZ 96 ZPS 896062; Schwarz), gebaut 1993. Dieser RS wurde für Rennen in Großbritannien mit bunten Punkten bemalt und 1994 als „Bubble-car“ bei mindestens fünf Rennen der BPR Global GT Series u. a. von Justin Bell gefahren.
- Nr. 4 (WPO ZZZ 96 ZPS 896063; Grandprixweiß), gebaut 1993. Dieser RS gehörte, wie Nr. 1, Joest-Racing und wurde bei ADAC-GT-Rennen 1994 u. a. von Dieter Koll gefahren. Nach einem Rennunfall wurden die Teile in die USA verkauft. Im Jahr 2003 tauchte dieses Fahrzeug restauriert und mit Mobil-1-Lackierung bei PCA-Porschetreffen auf.

### Prototypen
Nebst den Serienfahrzeugen baute Porsche zwei Prototypen, die es nicht in den Serienbau schafften: Einen Porsche 968 Roadster (in Rivierablau) und einen Porsche 968 CS Cabriolet (Indischrot). Die beiden Prototypen befinden sich im Bestand der Porsche AG. (Quellen: Youtube-Video: The Transaxle Story – Inside Porsche’s Holy Halls und Modellüberblick Typen Technik Farbe – Porsche 968 – Porsche Club 968 Deutschland.)

## Technische Daten
Der Porsche 968 wurde von 1991 bis 1995 in folgenden Ausführungen produziert:
| Porsche 968:               | 968                                                     | 968 CS                                                                               | 968 Turbo S                                                                          | 968 Turbo RS                                                                          |
| -------------------------- | ------------------------------------------------------- | ------------------------------------------------------------------------------------ | ------------------------------------------------------------------------------------ | ------------------------------------------------------------------------------------- |
| Motor:                     | 4-Zylinder-Reihenmotor (Viertakt)                       | 4-Zylinder-Reihenmotor (Viertakt)                                                    | 4-Zylinder-Reihenmotor mit Turbolader und Ladeluftkühler (Viertakt)                  | 4-Zylinder-Reihenmotor mit Turbolader und Ladeluftkühler (Viertakt)                   |
| Hubraum:                   | 2990 cm³                                                | 2990 cm³                                                                             | 2990 cm³                                                                             | 2990 cm³                                                                              |
| Bohrung × Hub:             | 104,0 × 88,0 mm                                         | 104,0 × 88,0 mm                                                                      | 104,0 × 88,0 mm                                                                      | 104,0 × 88,0 mm                                                                       |
| Leistung bei 1/min         | 176 kW (240 PS) bei 6200                                | 176 kW (240 PS) bei 6200                                                             | 224 kW (305 PS) bei 5400                                                             | 257 kW (350 PS) bei 6900 (Langstreckenversion) 248 kW (337 PS) bei 6900 (ADAC-GT-Cup) |
| Max. Drehmoment bei 1/min  | 305 Nm bei 4100                                         | 305 Nm bei 4100                                                                      | 500 Nm bei 3000                                                                      | 500 Nm bei 3000                                                                       |
| Verdichtung:               | 11,0 : 1                                                | 11,0 : 1                                                                             | 8,0 : 1                                                                              | 7,5 : 1                                                                               |
| Ventilsteuerung:           | 16 Ventile zwei obenliegende Nockenwellen (DOHC)        | 16 Ventile zwei obenliegende Nockenwellen (DOHC)                                     | 8 Ventile eine obenliegende Nockenwelle (SOHC)                                       | 8 Ventile eine obenliegende Nockenwelle (SOHC)                                        |
| Kühlung:                   | Wasserkühlung                                           | Wasserkühlung                                                                        | Wasserkühlung                                                                        | Wasserkühlung                                                                         |
| Getriebe:                  | 6-Gang-Getriebe oder 4-Gang-Tiptronic, Hinterradantrieb | 6-Gang-Getriebe, Hinterradantrieb Turbo S und Turbo RS: zusätzlich Sperrdifferenzial | 6-Gang-Getriebe, Hinterradantrieb Turbo S und Turbo RS: zusätzlich Sperrdifferenzial | 6-Gang-Getriebe, Hinterradantrieb Turbo S und Turbo RS: zusätzlich Sperrdifferenzial  |
| Bremsen:                   | Scheibenbremsen (innenbelüftet), ABS                    | Scheibenbremsen (innenbelüftet), ABS                                                 | Scheibenbremsen (innenbelüftet), ABS                                                 | Scheibenbremsen (innenbelüftet), ABS                                                  |
| Radaufhängung vorn:        | einzeln an Querlenkern und Federbeinen, Stabilisator    | einzeln an Querlenkern und Federbeinen, Stabilisator                                 | einzeln an Querlenkern und Federbeinen, Stabilisator                                 | einzeln an Querlenkern und Federbeinen, Stabilisator                                  |
| Radaufhängung hinten:      | einzeln an Schräglenkern, Stabilisator                  | einzeln an Schräglenkern, Stabilisator                                               | einzeln an Schräglenkern, Stabilisator                                               | einzeln an Schräglenkern, Stabilisator                                                |
| Federung vorn:             | Schraubenfedern                                         | Schraubenfedern                                                                      | Schraubenfedern                                                                      | Schraubenfedern                                                                       |
| Federung hinten:           | querliegende Drehstabfedern, Teleskopstoßdämpfer        | querliegende Drehstabfedern, Teleskopstoßdämpfer                                     | querliegende Drehstabfedern, Teleskopstoßdämpfer                                     | querliegende Drehstabfedern, Teleskopstoßdämpfer                                      |
| Karosserie:                | Selbsttragende Stahlkarosserie                          | Selbsttragende Stahlkarosserie                                                       | Selbsttragende Stahlkarosserie                                                       | Selbsttragende Stahlkarosserie                                                        |
| Spurweite vorn/hinten:     | 1472/1450 mm                                            | 1472/1450 mm                                                                         | 1522/1500 mm                                                                         | 1522/1500 mm                                                                          |
| Radstand:                  | 2400 mm                                                 | 2400 mm                                                                              | 2400 mm                                                                              | 2400 mm                                                                               |
| Reifen/Felgen:             | VA: 205/55 ZR16 auf 7J × 16 HA: 225/50 ZR16 auf 8J × 16 | VA: 225/45 ZR17 auf 7,5J × 17 HA: 255/40 ZR17 auf 9J × 17                            | VA: 235/40 ZR18 auf 8J × 18 HA: 265/35 ZR18 auf 10J × 18                             | VA: 10J × 18 HA: 11J × 18                                                             |
| Maße L × B × H:            | 4320 × 1735 × 1275 mm                                   | 4320 × 1735 × 1250 mm                                                                | 4320 × 1735 × 1250 mm                                                                | 4320 × 1735 × 1235 mm                                                                 |
| Leergewicht:               | 1370 kg (Coupé) 1440 kg (Cabriolet)                     | 1320 kg                                                                              | 1300 kg                                                                              | 1200 kg                                                                               |
| Höchstgeschwindigkeit:     | 252 km/h                                                | 252 km/h                                                                             | 280 km/h                                                                             | 290 km/h                                                                              |
| Beschleunigung 0–100 km/h: | 6,5 s (Schaltgetriebe) 7,9 s (Tiptronic)                | 6,5 s                                                                                | 5,0 s                                                                                |                                                                                       |
| Beschleunigung 0–200 km/h: | 26,5 s (Schaltgetriebe)                                 | 26,5 s                                                                               | 17,2 s                                                                               |                                                                                       |

Für den Einsatz im deutschen ADAC GT-Cup hatte der 968 Turbo RS eine geringere Motorleistung von 248 kW (337 PS) und ein um 150 kg höheres Leergewicht.

## Stückzahlen
Der Porsche 968 wurde in folgenden Stückzahlen je Modelljahr produziert.
| Baujahr (Modelljahr)        | 1991 | 1992 | 1993 | 1994 | 1995 | Summe Modell |
| --------------------------- | ---- | ---- | ---- | ---- | ---- | ------------ |
| 968 Coupé                   | 6    | 2480 | 1143 | 238  | 26   | 3893         |
| 968 Coupé (USA, Kanada)     | 4    | 649  | 608  | 318  | 259  | 1838         |
| 968 Cabriolet               | 3    | 1306 | 571  | 68   | 1    | 1949         |
| 968 Cabriolet (USA, Kanada) | 2    | 667  | 354  | 681  | 306  | 2010         |
| 968 CS                      |      |      | 796  | 464  | 278  | 1538         |
| 968 Turbo S                 |      |      | 10   |      |      | 10           |
| 968 Turbo RS                |      |      | 4    |      |      | 4            |
| 968 Jahresproduktion        | 15   | 5102 | 3486 | 1769 | 870  | 11242        |

Quelle: Jürgen Barth, Gustav Büsing: Das große Buch der Porsche-Typen. Modelle mit Mittel- und Frontmotor. Motorbuch Verlag, Stuttgart 2010, S. 186 und S. 187

## Bestand in Deutschland
Aufgeführt ist der Bestand an Porsche 968 nach Hersteller- (HSN) und Typschlüsselnummern (TSN) in Deutschland laut Kraftfahrt-Bundesamt. Bis 2007 beinhaltete der Bestand neben der Anzahl der angemeldeten Fahrzeuge auch die Anzahl der vorübergehenden Stilllegungen. Seit 2008 enthält der Bestand lediglich den „fließenden Verkehr“ einschließlich der Saisonkennzeichen.
| Modell   | 968 Coupé | 968 Cabriolet | ∑ 968 | Quelle |
| HSN/TSN  | 0583/428  | 0583/429      | ∑ 968 | Quelle |
| kW       | 176       | 176           | ∑ 968 | Quelle |
| -------- | --------- | ------------- | ----- | ------ |
| 1.1.2005 | 1.401     | 696           | 2.097 | [ 38 ] |
| 1.1.2006 | 1.358     | 670           | 2.028 | [ 39 ] |
| 1.1.2008 | 1.053     | 544           | 1.597 | [ 40 ] |
| 1.1.2009 | 1.051     | 521           | 1.572 | [ 41 ] |
| 1.1.2010 | 1.059     | 530           | 1.589 | [ 42 ] |
| 1.1.2011 | 1.025     | 532           | 1.557 | [ 43 ] |
| 1.1.2012 | 1.050     | 546           | 1.596 | [ 44 ] |
| 1.1.2013 | 1.065     | 561           | 1.626 | [ 45 ] |
| 1.1.2014 | 1.074     | 565           | 1.639 | [ 46 ] |
| 1.1.2015 | 1.104     | 580           | 1.684 | [ 47 ] |
| 1.1.2016 | 1.121     | 588           | 1.709 | [ 48 ] |
| 1.1.2017 | 1.146     | 605           | 1.751 | [ 49 ] |
| 1.1.2018 | 1.146     | 617           | 1.763 | [ 50 ] |
| 1.1.2019 | 1.138     | 608           | 1.746 | [ 51 ] |
| 1.1.2020 | 1.122     | 620           | 1.740 | [ 52 ] |
| 1.1.2021 | 1.127     | 631           | 1.758 | [ 53 ] |
| 1.1.2022 | 1.146     | 626           | 1.772 | [ 54 ] |

* Hervorgehobene Rekordzahlen beziehen sich erst auf den Zeitraum ab 2008. Zur Begründung siehe Erklärung oberhalb der Tabelle.

## Motorsport
Der Porsche 968 Turbo RS wurde von privaten Rennteams 1993 und 1994 im deutschen ADAC GT-Cup, in der von Jürgen Barth, Patrick Peter und Stéphane Ratel 1994 gegründeten BPR (Global Endurance GT Championship) und im 24-Stunden-Rennen von Le Mans 1994 eingesetzt. In der BPR starteten die Rennwagen in der GT3-Klasse und in Le Mans in der Gruppe der LM GT2-Fahrzeuge.
Im ADAC GT-Cup erreichte das Joest-Team 1993 mit dem Wagen als beste Platzierung den vierten Rang beim Avus-Rennen. Pilotiert wurde der Turbo RS von Manuel Reuter. In der BPR wurde der Rennwagen beim 4-Stunden-Rennen von Dijon 1994 auf den sechsten Rang und dem besten Ergebnis in der Rennserie gefahren.
Das Seikel Motorsport-Team setzte beim 24-Stunden-Rennen von Le Mans einen 968 Turbo RS ein, der von John Nielsen, Thomas Bscher und Lindsay Owen-Jones gefahren wurde. Nach 84 Runden musste das Team nach einem Unfall das Rennen vorzeitig beenden.
| 968er Ergebnisse ADAC GT Cup 1993 | 968er Ergebnisse ADAC GT Cup 1993 | 968er Ergebnisse ADAC GT Cup 1993 | 968er Ergebnisse ADAC GT Cup 1993 | 968er Ergebnisse ADAC GT Cup 1993 | 968er Ergebnisse ADAC GT Cup 1993 |
| Rennen                            | Rennen                            | Rennen                            | Rennen                            | Rennen                            | Rennen                            |
| Pos.                              | Nr.                               | Team                              | Fahrer                            | Chassistyp                        | Motortyp                          |
| --------------------------------- | --------------------------------- | --------------------------------- | --------------------------------- | --------------------------------- | --------------------------------- |
| ADAC GT Cup Avus                  |                                   |                                   |                                   |                                   |                                   |
| 4                                 | 34                                | Team Joest Porsche                | Manuel Reuter                     | 968 Turbo RS                      | 3,0 l                             |
| ADAC GT Cup Zolder                |                                   |                                   |                                   |                                   |                                   |
| 8                                 | 31                                | Strähle Autosport                 | Michael Trunk                     | 968 Turbo RS                      | 3,0 l                             |
| 20                                | 34                                | Team Joest Porsche                | Manuel Reuter                     | 968 Turbo RS                      | 3,0 l                             |
| ADAC GT Cup Nürburgring           |                                   |                                   |                                   |                                   |                                   |
| 11                                | 31                                | Strähle Autosport                 | Michael Trunk                     | 968 Turbo RS                      | 3,0 l                             |
| ADAC GT Cup Salzburgring          |                                   |                                   |                                   |                                   |                                   |
| 10                                | 31                                | Strähle Autosport                 | Michael Trunk                     | 968 Turbo RS                      | 3,0 l                             |
| ADAC GT Cup Ahlhorn               |                                   |                                   |                                   |                                   |                                   |
| 8                                 | 31                                | Strähle Autosport                 | Michael Trunk                     | 968 Turbo RS                      | 3,0 l                             |

| 968er Ergebnisse ADAC GT Cup 1994 | 968er Ergebnisse ADAC GT Cup 1994 | 968er Ergebnisse ADAC GT Cup 1994 | 968er Ergebnisse ADAC GT Cup 1994 | 968er Ergebnisse ADAC GT Cup 1994 | 968er Ergebnisse ADAC GT Cup 1994 |
| Rennen                            | Rennen                            | Rennen                            | Rennen                            | Rennen                            | Rennen                            |
| Pos.                              | Nr.                               | Team                              | Fahrer                            | Chassistyp                        | Motortyp                          |
| --------------------------------- | --------------------------------- | --------------------------------- | --------------------------------- | --------------------------------- | --------------------------------- |
| ADAC GT Cup Wunstorf              |                                   |                                   |                                   |                                   |                                   |
| 6                                 | 11                                | Roock Racing                      | Dieter Köll                       | 968 Turbo RS                      | 3,0 l                             |
| ADAC GT Cup Zolder                |                                   |                                   |                                   |                                   |                                   |
| 7                                 | 11                                | Roock Racing                      | Dieter Köll                       | 968 Turbo RS                      | 3,0 l                             |
| ADAC GT Cup Zandvoort             |                                   |                                   |                                   |                                   |                                   |
| 5                                 | 11                                | Roock Racing                      | Dieter Köll                       | 968 Turbo RS                      | 3,0 l                             |

| 968er Ergebnisse BPR (Global Endurance GT Championship) 1994 | 968er Ergebnisse BPR (Global Endurance GT Championship) 1994 | 968er Ergebnisse BPR (Global Endurance GT Championship) 1994 | 968er Ergebnisse BPR (Global Endurance GT Championship) 1994 | 968er Ergebnisse BPR (Global Endurance GT Championship) 1994 | 968er Ergebnisse BPR (Global Endurance GT Championship) 1994 |
| Rennen                                                       | Rennen                                                       | Rennen                                                       | Rennen                                                       | Rennen                                                       | Rennen                                                       |
| Pos.                                                         | Nr.                                                          | Team                                                         | Fahrer                                                       | Chassistyp                                                   | Motortyp                                                     |
| ------------------------------------------------------------ | ------------------------------------------------------------ | ------------------------------------------------------------ | ------------------------------------------------------------ | ------------------------------------------------------------ | ------------------------------------------------------------ |
| 4-Stunden-Rennen von Jarama                                  |                                                              |                                                              |                                                              |                                                              |                                                              |
| 8                                                            | 38                                                           | Erik Henriksen                                               | Erik Henriksen Justin Bell                                   | 968 Turbo RS                                                 | 3,0 l                                                        |
| 4-Stunden-Rennen von Dijon                                   |                                                              |                                                              |                                                              |                                                              |                                                              |
| 6                                                            |                                                              | Erik Henriksen                                               | Erik Henriksen Justin Bell                                   | 968 Turbo RS                                                 | 3,0 l                                                        |
| 13                                                           | 1                                                            | Seikel Motorsport                                            | John Nielsen Thomas Bscher                                   | 968 Turbo RS                                                 | 3,0 l                                                        |
| 1000-km-Rennen von Paris                                     |                                                              |                                                              |                                                              |                                                              |                                                              |
| 15                                                           | 38                                                           | Erik Henriksen                                               | Erik Henriksen Justin Bell Bill Farmer                       | 968 Turbo RS                                                 | 3,0 l                                                        |
| 4-Stunden-Rennen von Vallelunga                              |                                                              |                                                              |                                                              |                                                              |                                                              |
| 9                                                            | 36                                                           | Seikel Motorsport                                            | John Nielsen Thomas Bscher                                   | 968 Turbo RS                                                 | 3,0 l                                                        |
| 15                                                           | 38                                                           | Erik Henriksen                                               | Erik Henriksen Justin Bell                                   | 968 Turbo RS                                                 | 3,0 l                                                        |
| 4-Stunden-Rennen von Spa-Francorchamps                       |                                                              |                                                              |                                                              |                                                              |                                                              |
| 26                                                           | 58                                                           | Erik Henriksen                                               | Erik Henriksen Justin Bell                                   | 968 Turbo RS                                                 | 3,0 l                                                        |